# Đảng Lao động Jamaica
Đảng Lao động Jamaica là một trong hai đảng chính trị lớn ở Jamaica, chính đảng kia là Đảng Nhân dân. Mặc dù có tên là đảng lao động, đảng này lại là một chính đảng bảo thủ, mặc dù một trong có quan hệ với phong trào lao động Jamaica do lịch sử của tổ chức này. Đảng này là một thành viên của đảng Dân chủ Liên Caribbea.
Đây là đảng cầm quyền, đã giành được 32 trong số 63 ghế trong quốc hội trong Hạ viện Jamaica trong năm 2016 cuộc bầu cử. Các bên đã không giành được bất kỳ của hội đồng chính quyền địa phương (khu tự quản) trong năm 2012 cuộc bầu cử địa phương.
Đảng này sử dụng Chuông Tự do, dấu hiệu chiến thắng, và màu xanh lá cây như là biểu tượng đại cử tri.